# ورزشگاه ادرار
ورزشگاه ادرار (انگلیسی: Stade Adrar) یک ورزشگاه فوتبال در شهر  اگادیر، مراکش است.
این ورزشگاه که در سال ۲۰۱۳ تأسیس شده دارای ۴۵٬۴۸۰ نفر ظرفیت می‌باشد.